# Puccinia subglobosa
Puccinia subglobosa ist eine Ständerpilzart aus der Ordnung der Rostpilze (Pucciniales). Der Pilz ist ein Endoparasit des Korbblütlers Rhysolepis palmeri. Symptome des Befalls durch die Art sind Rostflecken und Pusteln auf den Blattoberflächen der Wirtspflanzen. Sie ist ein Endemit Mexikos.

## Merkmale

### Makroskopische Merkmale
Puccinia subglobosa ist mit bloßem Auge nur anhand der auf der Oberfläche des Wirtes hervortretenden Sporenlager zu erkennen. Sie wachsen in Nestern, die als gelbliche bis braune Flecken und Pusteln auf den Blattoberflächen erscheinen.

### Mikroskopische Merkmale
Das Myzel von Puccinia subglobosa wächst wie bei allen Puccinia-Arten interzellulär und bildet Saugfäden, die in das Speichergewebe des Wirtes wachsen. Ihre Spermogonien und Aecien sind unbekannt. Die beidseitig auf den Wirtsblättern wachsenden Uredien des Pilzes sind dunkeln zimtbraun. Ihre gelbbraunen Uredosporen sind 21–24 × 16–19 µm groß, eiförmig bis kugelig und stachelwarzig. Die beidseitig wachsenden Telien der Art sind schwarzbraun, pulverig und unbedeckt. Die goldenen bis klar kastanienbraunen Teliosporen sind zweizellig, in der Regel breitellipsoid und 30–36 × 24–28 µm groß. Ihre Stiele sind farblos und bis zu 65 µm lang.

## Verbreitung
Das bekannte Verbreitungsgebiet von Puccinia subglobosa umfasst lediglich Mexiko.

## Ökologie
Die Wirtspflanze von Puccinia subglobosa ist Rhysolepis palmeri. Der Pilz ernährt sich von den im Speichergewebe der Pflanzen vorhandenen Nährstoffen, seine Sporenlager brechen später durch die Blattoberfläche und setzen Sporen frei. Die Art durchläuft einen Entwicklungszyklus, von dem bislang nur Telien und Uredien sowie deren Wirt bekannt sind; Spermogonien und Aecien konnten ihr nicht zugewiesen werden.